# I.O.I
I.O.I (tiếng Hàn: 아이오아이; hay còn được gọi là IOI; từ viết tắt của Ideal of Idol) là một nhóm nhạc nữ Hàn Quốc được thành lập bởi CJ E&M thông qua chương trình thực tế Produce 101 năm 2016 của Mnet. Nhóm bao gồm 11 thành viên được chọn từ 101 thực tập sinh đến từ các công ty giải trí khác nhau: Yoo Yeon-jung, Lim Na-young, Kang Mi-na, Kim Do-yeon, Jung Chae-yeon, Zhou Jieqiong, Kim So-hye, Kim Chung-ha, Choi Yoo-jung, Kim Se-jeong và Jeon So-mi. Họ ra mắt vào ngày 4 tháng 5 năm 2016 với mini album Chrysalis và tích cực quảng bá nhóm cũng như một nhóm nhỏ trong vòng chưa đầy 1 năm.
Buổi hòa nhạc của nhóm có tên Time Slip – I.O.I, được tổ chức vào ngày 20 đến ngày 22 tháng 1 năm 2017, đánh dấu hoạt động nhóm cuối cùng của họ trên sân khấu. Họ chính thức tan rã vào cuối tháng 1 năm 2017 và quay trở lại công ty quản lý của mình.

## Lịch sử

### Trước khi ra mắt:Produce 101và "Crush"
PRODUCE 101 là chương trình thực tế sống còn mới của kênh truyền hình Mnet nhằm tuyển chọn 11 thành viên cho 1 nhóm nhạc nữ từ 101 thí sinh tham gia. Đa số các thí sinh đều thuộc sự quản lý của các công ty giải trí lớn nhỏ. Trong số 101 thí sinh, có một vài gương mặt quen thuộc đến từ các cuộc thi hát nổi tiếng như KPOP STAR, SuperstarK,... một số khác được chú ý nhờ có mối quan hệ với người nổi tiếng, như Kim Juna là em cùng cha khác mẹ của nam diễn viên Kim Soohyun, Kim Taeha là em họ của nam ca sĩ Kim Junsu (JYJ),... Ngoài ra, còn có những thí sinh đã ra mắt như Chanmi (Coed School và F-veDolls), Chaekyung và Shiyoon (PURETTY), Cathy và Chaeyeon (DIA),... PRODUCE 101 bắt đầu phát sóng từ tháng 1 năm 2016.
Tập 11 của chương trình PRODUCE 101 phát sóng ngày 1 tháng 4 năm 2016 công bố tên nhóm nhạc nữ do công ty CJ E&M thành lập và công ty YMC Entertainment quản lý là I.O.I và 11 thành viên của nhóm do chính khán giả bình chọn theo thứ hạng từ 1 đến 11 là Jeon Somi, Kim Sejeong, Choi Yoojung, Kim Chungha, Kim Sohye, Zhou Jieqiong, Jung Chaeyeon, Kim Doyeon, Kang Mina, Lim Nayoung, và Yoo Yeonjung.
Trong các thành viên của I.O.I, Sejeong từng là thí sinh của cuộc thi KPOP STAR 2 năm 2012, Chaeyeon đã ra mắt với nhóm nhạc nữ DIA vào năm 2015 và từng đóng cameo trong web- drama "달콤한 유혹 (Sweet Temptation)" của nhóm nhạc nữ T-ARA, Yoojung cùng Doyeon từng xuất hiện trong web-drama "To Be Continued" của nhóm nhạc nam cùng công ty quản lý Fantagio ASTRO, và Somi đã tham gia chương trình thực tế sống còn SIXTEEN tuyển chọn thành viên cho nhóm nhạc nữ mới của công ty JYP Entertainment (TWICE) trên kênh truyền hình Mnet vào năm 2015.
Trước đêm chung kết của chương trình PRODUCE 101, công ty YMC Entertainment xác nhận rằng I.O.I sẽ đóng 7 quảng cáo với mức lợi nhuận ít nhất là 1.4 tỷ won, đồng thời, có hơn 10 quảng cáo khác đang được công ty xem xét.
Theo kế hoạch ban đầu, I.O.I được dự kiến ra mắt vào tháng 4 với bài hát "Crush" sáng tác bởi Ryan S. Jhun mà họ biểu diễn trong đêm chung kết, nhưng công ty YMC Entertainment và Mnet quyết định dời ngày ra mắt của nhóm sang tháng 5 để các thành viên có thêm thời gian chuẩn bị. Ngày 3 tháng 4 năm 2016, một đại diện cho biết các chi tiết về kế hoạch cho sự ra mắt của I.O.I, thay vì phát hành single như dự định ban đầu, nhóm sẽ phát hành một mini album, trong đó có thể bao gồm 2 bài hát mà họ biểu diễn trong tập 11 của chương trình PRODUCE 101, "벚꽃이 지면" (When The Cherry Blossoms Fade) sáng tác bởi Jinyoung (B1A4) và "Crush", và bài hát chủ đề sẽ không phải là "Crush" mà là một bài hát khác được chính 11 thành viên bầu chọn. Cùng ngày 3 tháng 4, các thành viên lần đầu tiên chào hỏi khán giả với tư cách là thành viên của I.O.I thông qua kênh V LIVE chính thức của nhóm, kênh đã được mở 1 ngày trước đó.
Sáng ngày 5 tháng 4 năm 2016, Mnet và công ty CJ E&M tung video teaser cho M/V của bài hát "Crush". Đúng 12 giờ trưa Hàn Quốc cùng ngày, ca khúc "Crush" được phát hành trên các trang nhạc trực tuyến của Hàn Quốc. 4 tiếng sau, M/V của ''Crush'' được đăng tải trên kênh YouTube của CJ E&M; M/V quay lại hậu trường thu âm bài hát và là món quà mà I.O.I muốn dành tặng cho các fan. Do có nhiều ý kiến cho rằng trong M/V thành viên Yeonjung tranh giành vị trí trung tâm, xô đẩy các thành viên khác, và thành viên Yoojung bị bệnh nên không thể xuất hiện ở cuối M/V, ngày 11 tháng 4, CJ E&M đã chỉnh M/V của ca khúc "Crush" từ chế độ công khai sang riêng tư và đăng tải một phiên bản khác. Theo YouTube, M/V của "Crush" xếp hạng thứ 6 trong top 10 M/V K-pop được xem nhiều nhất trên thế giới trong tháng 4 năm 2016.

### Ra mắt vớiChrysalis
Ngày 19 tháng 4 năm 2016, Mnet tung video teaser cho tập đầu tiên của chương trình truyền hình thực tế riêng của I.O.I, Stand-by I.O.I. Chương trình gồm 2 tập, tập 1 phát sóng ngày 22 tháng 4 và tập 2 phát sóng ngày 29 tháng 4.

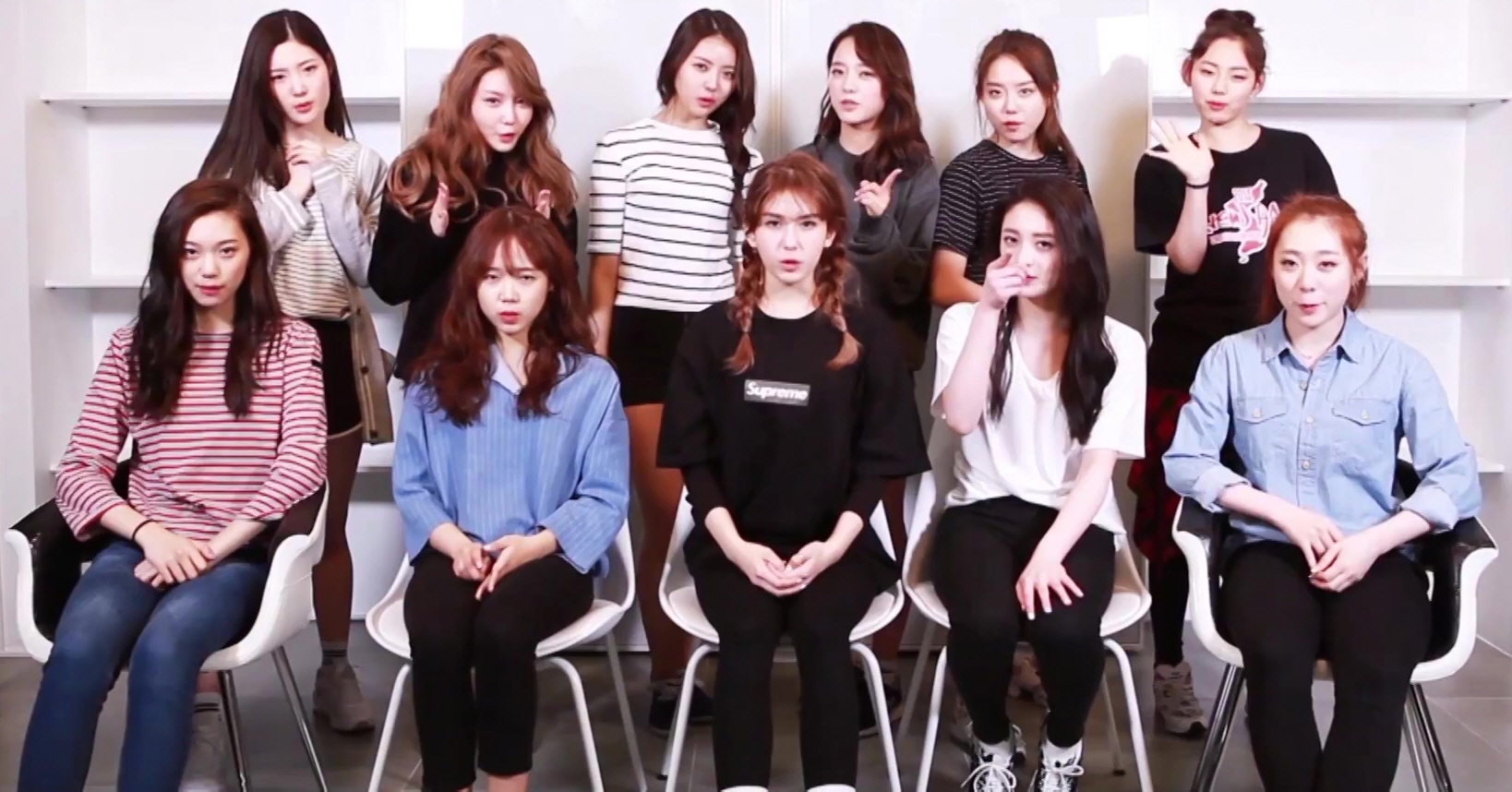
I.O.I quảng cáo game di động 100 Shots 100 Hits vào tháng 5 năm 2016.

Ngày 27 tháng 4 năm 2016, công ty LOEN Entertainment công bố tên mini album ra mắt của I.O.I là Chrysalis, đồng thời tung ảnh teaser đầu tiên của 4 thành viên Sejeong, Chaeyeon, Jieqiong, và Somi. Ngày 28 tháng 4, ảnh teaser thứ hai của 4 thành viên Yeonjung, Yoojung, Mina, và Doyeon, và ảnh teaser thứ ba của 3 thành viên Nayoung, Chungha, và Sohye được tung ra. Ngày 30 tháng 4, 3100 vé tham dự showcase của I.O.I được bán hết chỉ trong vòng 25 phút; giá vé là 1,000 won và toàn bộ số tiền bán vé sẽ được mang đi làm từ thiện. Ngày 1 tháng 5, YMC Entertainment đăng tải video teaser cho M/V của bài hát chủ đề "Dream Girls" lên trang Facebook và kênh YouTube của công ty.
Ngày 4 tháng 5 năm 2016, I.O.I phát hành mini album đầu tay của họ, Chrysalis, cùng M/V của bài hát chủ đề "Dream Girls". Album gồm có 7 bài hát, trong đó bao gồm ca khúc intro "I.O.I" được viết lời bởi 2 thành viên Nayoung và Yoojung và 3 ca khúc trong chương trình PRODUCE 101, "Crush", "벚꽃이 지면" (When The Cherry Blossoms Fade), và "Pick Me". Ngay sau khi vừa phát hành, ca khúc "Dream Girls" với sự tham gia viết lời phần rap của 2 thành viên Nayoung và Yoojung đã lọt vào top 10 của tất cả các BXH âm nhạc trực tuyến lớn của Hàn Quốc. I.O.I bắt đầu quảng bá album từ ngày 5 tháng 5 trên chương trình âm nhạc M Countdown của kênh truyền hình Mnet. Cùng ngày 5 tháng 5, nhóm tổ chức showcase tại sân vận động Jangchung Gym ở Seoul, Hàn Quốc.
Trong suốt thời gian quảng bá, ca khúc "Dream Girls" đã có mặt trong top 10 trên BXH của các chương trình âm nhạc tại Hàn Quốc và thậm chí còn được đề cử chiến thắng trên chương trình The Show của kênh SBS MTV. M/V của "Dream Girls" trên YouTube xếp hạng thứ 4 trong top 10 M/V K-pop được xem nhiều nhất trên thế giới trong tháng 5 năm 2016.

### "Whatta Man" và "Hand in Hand"

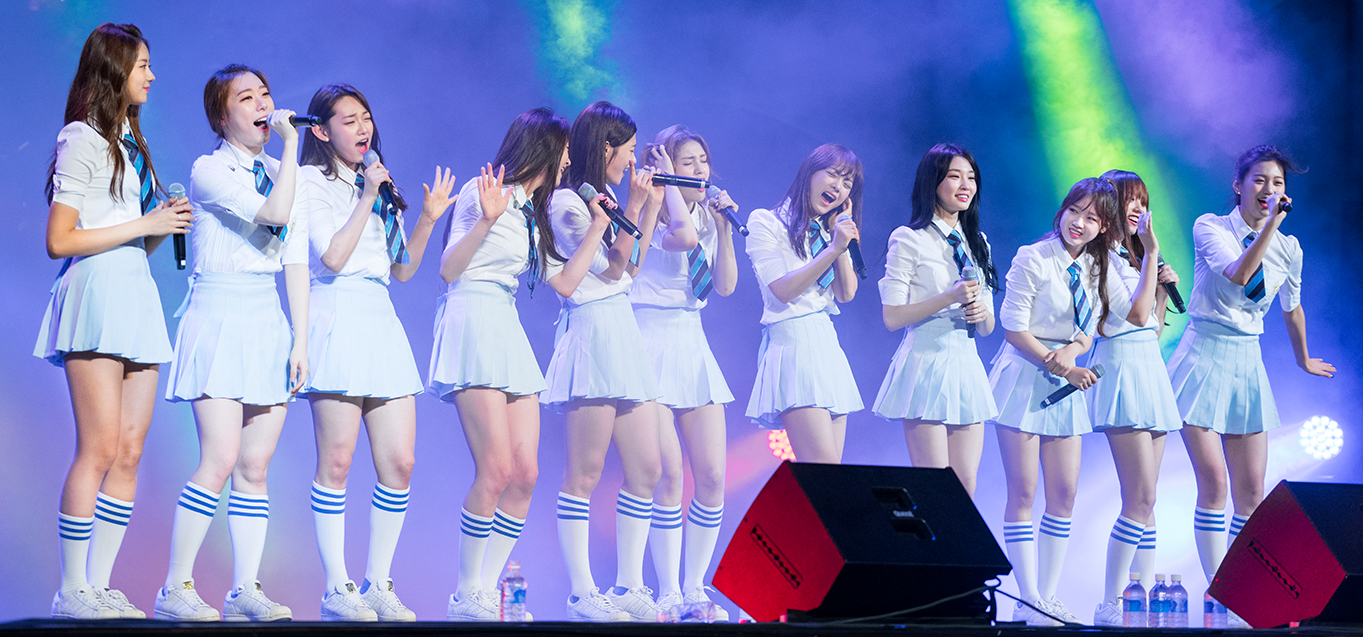
I.O.I tại Seongnam Park vào tháng 6 năm 2016.

Ngày 10 tháng 6 năm 2016, công ty LOEN Entertainment công bố nhóm nhỏ của I.O.I bao gồm 7 thành viên: Nayoung, Chungha, Jieqiong, Sohye, Yoojung, Doyeon, và Somi. 4 thành viên không tham gia nhóm nhỏ này là Sejeong, Mina, Chaeyeon, và Yeonjung; Sejeong và Mina sẽ ra mắt với nhóm nhạc nữ mới của công ty Jellyfish Entertainment (gu9udan) vào tháng 6, Chaeyeon sẽ có màn trở lại với nhóm nhạc nữ DIA vào ngày 14 tháng 6, còn Yeonjung sẽ quay về Starship Entertainment theo quyết định của công ty cô để tập luyện thêm và trở thành thành viên thứ 13 của WJSN (Cosmic Girls). Nhóm nhỏ của I.O.I sẽ hoạt động dưới tên I.O.I và xuất hiện lần đầu tiên tại chương trình âm nhạc The Show của kênh truyền hình SBS MTV vào ngày 18 tháng 6 nhưng sẽ không biểu diễn bài hát mới. Album mới của nhóm nhỏ được dự kiến phát hành vào đầu tháng 8.
Ngày 24 tháng 6 năm 2016, SBS's Mobidic (모비딕) tung video teaser cho chương trình truyền hình thực tế riêng của nhóm nhỏ của I.O.I, 아이오아이의 괴담시티 (I.O.I's Mysterious City). Tập 1 phát sóng ngày 27 tháng 6.
Ngày 30 tháng 6 năm 2016, Mnet tung video teaser cho chương trình truyền hình thực tế riêng thứ hai của nhóm nhỏ của I.O.I, 랜선친구 아이오아이 (LAN Cable Friends I.O.I). Chương trình gồm 5 tập phát sóng vào thứ sáu hàng tuần, tập 1 phát sóng ngày 8 tháng 7.

Ngày 11 tháng 7 năm 2016, công ty Starship Entertainment tuyên bố Yeonjung sẽ gia nhập nhóm nhạc nữ Cosmic Girls (ra mắt vào năm 2015) và trở thành thành viên chính thức thứ 13 của nhóm. Cosmic Girls sẽ có màn trở lại vào tháng 8 năm 2016.

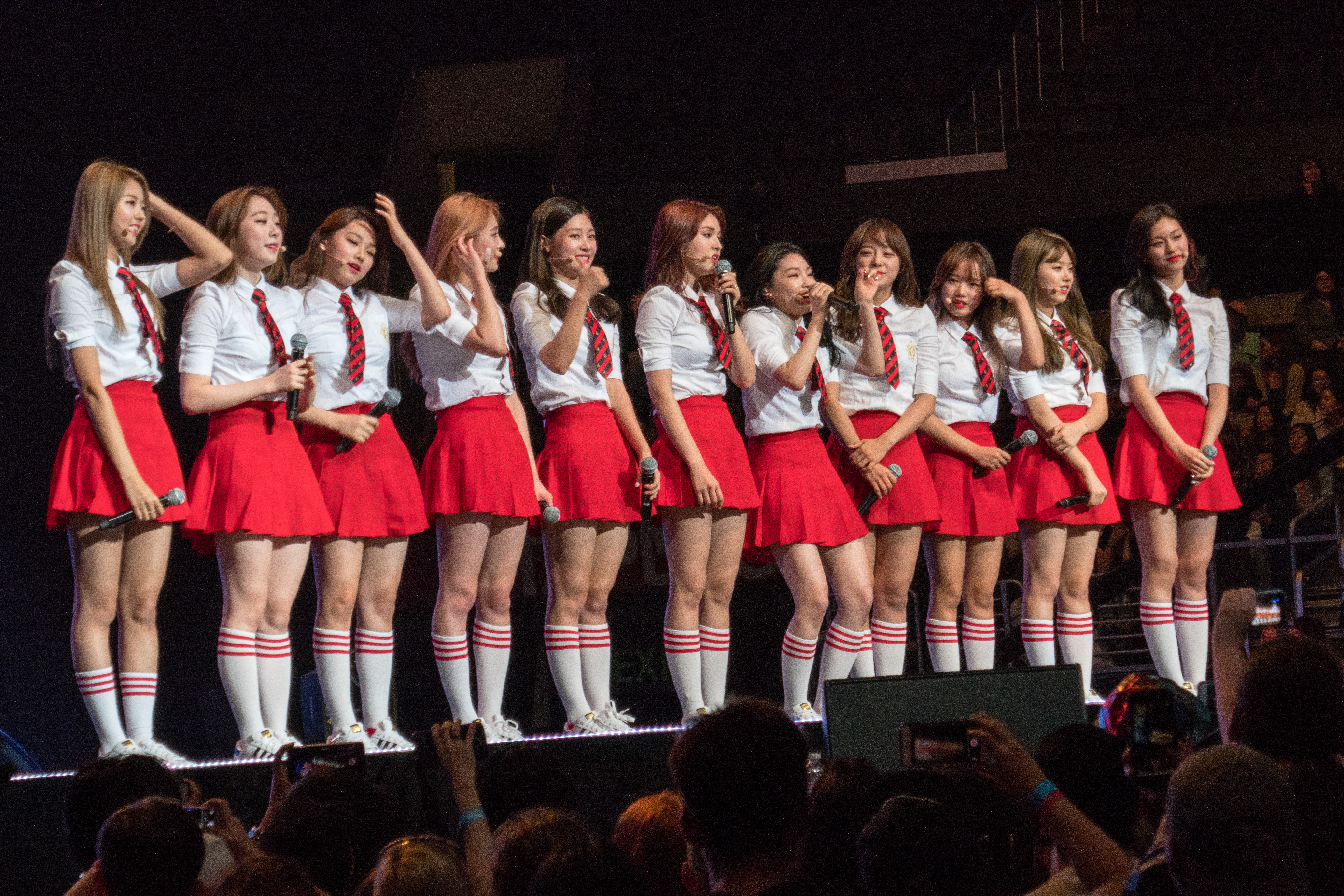
I.O.I biểu diễn tại sự kiện âm nhạc KCON ở Los Angeles, Mỹ ngày 30 tháng 7 năm 2016.

Ngày 9 tháng 8 năm 2016, nhóm nhỏ của I.O.I phát hành album đĩa đơn theo concept girl crush Whatta Man với bài hát chủ đề "Whatta Man (Good Man)". "Whatta Man (Good Man)" được sáng tác bởi Ryan S. Jhun và là phiên bản remake tiếng Hàn của bài hát "What A Man" trình bày bởi Linda Lyndell. Sau 1 tiếng phát hành, ca khúc chủ đề đã lọt vào top 3 của tất cả các BXH âm nhạc trực tuyến lớn của Hàn Quốc. Nhóm nhỏ bắt đầu quảng bá single từ ngày 11 tháng 8 trên chương trình âm nhạc M Countdown của kênh truyền hình Mnet.
M/V của "Whatta Man (Good Man)" trên YouTube xếp hạng nhì trong top 10 M/V K-pop được xem nhiều nhất trên thế giới trong tháng 8 năm 2016.
Ngày 16 tháng 8 năm 2016, tại chương trình The Show của kênh truyền hình SBS MTV, nhóm nhỏ của I.O.I giành được chiến thắng đầu tiên trên chương trình âm nhạc kể từ khi ra mắt, và "Whatta Man (Good Man)" với số điểm là 9012 đã lọt vào top 10 bài hát đạt được điểm cao nhất trên The Show. Ngày 17 tháng 8, nhóm nhỏ tiếp tục mang về chiếc cúp thứ 2 từ chương trình Show Champion của MBC Music. 2 ngày tiếp theo, họ lần lượt thắng lần thứ 3 trên M Countdown của Mnet và lần thứ 4 trên KBS Music Bank. Tuần quảng bá cuối cùng, nhóm giành được chiếc cúp thứ 5 trên SBS MTV The Show.

### Miss Me?, các hoạt động cuối cùng và tan rã

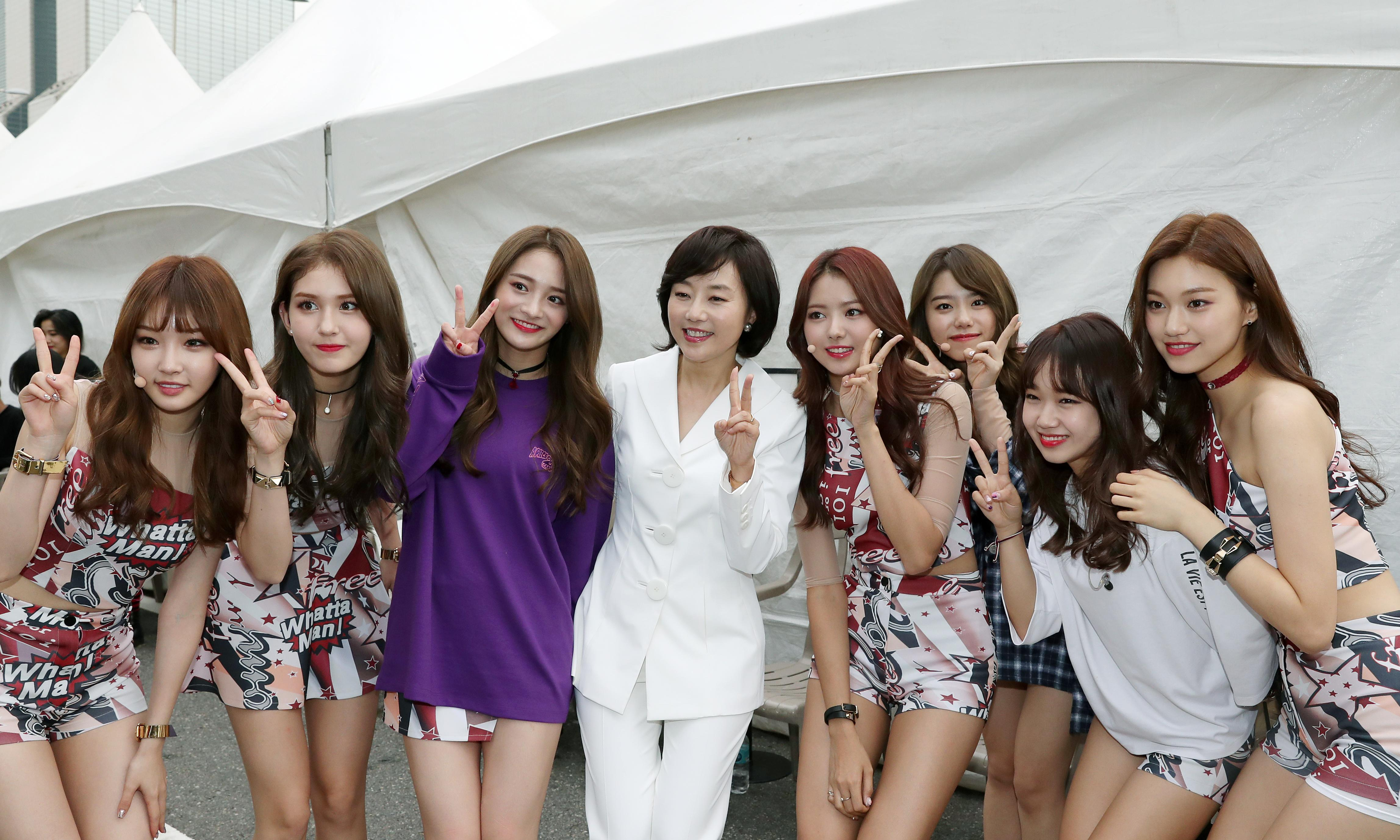
Nhóm nhỏ I.O.I tại Korea Sale Festa vào tháng 9 năm 2016

Ngày 15 tháng 8 năm 2016, nhằm ủng hộ các vận động viên Hàn Quốc tham gia thế vận hội mùa hè Rio Olympic năm 2016, I.O.I phát hành album đĩa đơn 손에 손잡고 (Hand In Hand), phiên bản remake của bài hát nhạc nền của thế vận hội mùa hè năm 1988 diễn ra tại Seoul, Hàn Quốc trình bày bởi nhóm nhạc Koreana.
Ngày 17 tháng 10 năm 2016, I.O.I trở lại với 11 thành viên với mini album thứ hai đồng thời là album cuối cùng trước khi quay về công ty của họ sau 10 tháng hoạt động, miss me?. Album gồm có 5 bài hát; bài hát chủ đề "Very Very Very" (Hangul: 너무너무너무; RR: neomuneomuneommu) là ca khúc có nhịp nhanh nhất mà J.Y. Park (người sáng lập công ty JYP Entertainment của thành viên Somi) từng sáng tác và cũng là món quà mà ông muốn dành tặng cho I.O.I nhân đợt quảng bá cuối cùng của nhóm. J.Y. Park là người chịu trách nhiệm phần vũ đạo, trang phục, và M/V của ca khúc chủ đề và hình ảnh của album. Ca khúc "잠깐만" (Hold On) với ca từ đầy ý nghĩa là một món quà khác mà I.O.I nhận được từ Jinyoung (B1A4). Ca khúc "내 말대로 해줘" (More More) với sự tham gia viết lời phần rap của 2 thành viên Nayoung và Yoojung được sáng tác bởi Rhymer và KIGGEN (Phantom). 2 tiếng rưỡi sau khi phát hành, bài hát chủ đề "Very Very Very" đã đứng đầu BXH thời gian thực của tất cả các trang nhạc trực tuyến lớn của Hàn Quốc. Nhóm bắt đầu quảng bá album từ ngày 18 tháng 10 trên chương trình âm nhạc The Show của kênh truyền hình SBS MTV.
Bằng việc đứng đầu cùng lúc BXH thời gian thực, BXH ngày của tất cả tám trang nhạc trực tuyến lớn của Hàn Quốc (Melon, Mnet, Bugs, Olleh, Soribada, Genie, Naver, và Monkey3), và BXH tuần của iChart, ca khúc "Very Very Very" được Instiz chứng nhận danh hiệu "Perfect All-kill" sau 2 ngày phát hành.

Ngày 26 tháng 10 năm 2016, I.O.I giành được chiến thắng đầu tiên với ca khúc "Very Very Very" trên chương trình âm nhạc Show Champion của kênh truyền hình MBC Music, đây là chiến thắng đầu tiên của cả nhóm gồm đầy đủ 11 thành viên kể từ khi ra mắt. 2 ngày tiếp theo, I.O.I mang về chiếc cúp thứ 2 từ chương trình M! Countdown của kênh Mnet và chiếc cúp thứ 3 từ Inkigayo của SBS. 

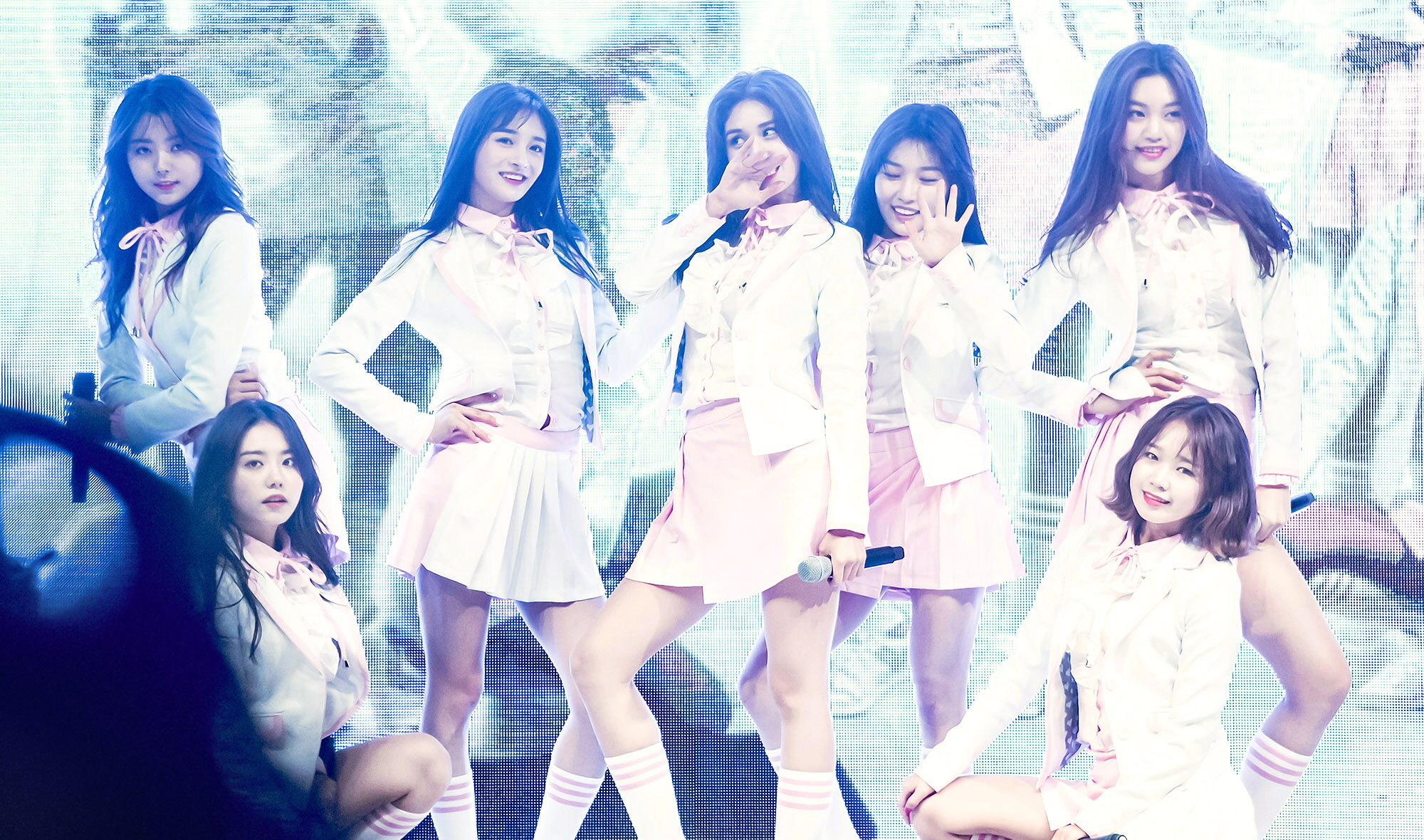
Nhóm nhỏ của I.O.I biểu diễn vào ngày 19 tháng 12 năm 2016

Ngày 27 tháng 11 năm 2016, công ty LOEN Entertainment công bố I.O.I sẽ tổ chức concert riêng của nhóm mang tên Time Slip – I.O.I vào 3 ngày từ 20 đến 22 tháng 1 năm 2017. Concert được diễn ra tại sân vận động Jangchung Gym ở Seoul, Hàn Quốc nơi nhóm tổ chức showcase ra mắt. I.O.I được dự tính sẽ kết thúc mọi hoạt động vào ngày 30 tháng 1 năm 2017.
Ngày 18 tháng 1 năm 2017, I.O.I đăng tải một video âm nhạc cho ca khúc cuối cùng của nhóm, "Downpour" để chia tay người hâm mộ. Bài hát được sáng tác và viết lời bởi Woozi (SEVENTEEN), được biên soạn bởi  Won Young Yeon, Neighborhood Hyung, và Yama Art. Suốt tất cả hành trình trong gần một năm qua từ của 11 cô gái đều được gói gọn trong hơn 4 phút của MV. Ngay sau khi phát hành được 3 giờ đồng hồ, "Downpour" đã đứng nhất trên hàng loạt bảng xếp hạng như MelOn, Mnet, Genie, Naver và Monkey3, cùng nghĩa với việc nhóm đã đạt được chứng nhận "Perfect All-kill". Vào ngày 31/1, nhà đài SBS thông báo ca khúc "Downpour" của I.O.I đã giành chiến thắng trên chương trình Inkigayo vào ngày 29/1. Đây là bài hát chỉ được hát live một lần duy nhất tại concert cuối cùng của nhóm.
Cùng ngày 31 tháng 1 năm 2017, I.O.I đã chính thức tan rã sau 10 tháng hoạt động. Trước đó một ngày, công ty chủ quản lúc bấy giờ của nhóm - LOEN Entertainment thông báo rằng fanclub và fancafe của I.O.I đã chính thức đóng cửa, ngừng hoạt động, đồng thời, LOEN Entertainment cũng đã xóa đi trang VLive của nhóm.
"Chúng ta..bây giờ...tạm biệt nhé..."

### Sau khi tan rã
I.O.I chính thức kết thúc mọi hoạt động vào cuối tháng 1 năm 2017. Sau đó, các thành viên sẽ trở lại công ty quản lý cũ và tiếp tục hoạt động của mình.
- Somi quay về JYP Entertainment và hoạt động với tư cách nghệ sĩ solo trên các chương trình tạp kĩ, thực tế,...cho đến khi công ty có kế hoạch ra mắt nhóm nữ mới. Tuy nhiên Somi đã rời JYP Entertainment[47] Và đầu quân cho The Black Label (công ty con của YG Entertainment). Sau đó Somi đã debut vào ngày 13 tháng 6 năm 2019 với single album "Birthday" gồm bài hát chủ đề "Birthday" và b-side "Outta My Head".
- Sejeong và Mina quay về Jellyfish và tiếp tục quảng bá cùng nhóm Gugudan. Năm 2020, Gugudan tan rã, cả hai đều có những hoạt động riêng của mình.
- Yoojung và Doyeon được công ty chủ quản của nhóm là Fantagio sẽ đưa cả hai đến Mỹ để luyện tập thanh nhạc, vũ đạo và cải thiện vốn tiếng Anh. Cả hai đã được ra mắt với nhóm nhạc nữ mới của Fantagio là Weki Meki vào ngày 8 tháng 8 năm 2017.[48][49]
- Chungha quay về M&H Entertainment và bắt đầu sự nghiệp với vai trò là nghệ sĩ solo.[50][51][52]
- Pinky và Nayoung ra mắt và hoạt động với nhóm nhạc mới của công ty Pledis Entertainment tên Pristin vào cuối tháng 3 năm 2017.[53] Pristin tan rã, Pinky về Trung Quốc hoạt động. Nayoung gia nhập công ty mới
- Hoạt động cụ thể của Sohye đã được công ty quản lý xác nhận. S&P Entertainment thông báo với người hâm mộ trên trang cá nhân Instagram chính thức của công ty (instagram: snpent), rằng Sohye đã nhận được một vai diễn chính đầu tiên trong sự nghiệp của mình mang tên "First Love" của đài truyền hình tvN.[54][55] Ngoài ra, hiện tại Sohye cũng đang là một MC của chương trình Star Show 360 thuộc đài MBC.[56]
- Chaeyeon sẽ quay về MBK Entertainment và tiếp tục hoạt động với DIA. Chaeyeon cũng sẽ tham gia diễn xuất và các chương trình truyền hình.
- Yeonjung sẽ tiếp tục quảng bá cùng nhóm nhạc nữ Cosmic Girls của Starship
- Tháng 11 năm 2017, Nayoung, Chungha, Jieqiong, Yoojung và Doyeon đã có một buổi biểu diễn hợp tác với AKB48 tại Mnet Asian Music Awards 2017 tại Nhật Bản.
- Ngày 31 tháng 8 năm 2018, Somi, Yoojung, Sejeong, Mina, Nayoung, Yeonjung hô vang khẩu hiệu " Yes, i love it" tái ngộ I.O.I tại đêm chung kết chương trình Produce 48.
- Khoảng cuối tháng 9/2018, tất cả các MVs của I.O.I bị xóa khỏi trang YouTube của 1TheK.

### Tái hợp
- Sau 2 năm kể từ ngày tan rã, công ty chủ quản của I.O.I, CJ E&M đã đưa ra thông báo về việc tái hợp nhóm nhạc này. Theo kế hoạch ban đầu, nhóm sẽ tái hợp vào tháng 10/2019 với 9 thành viên (ngoại trừ Somi và Yeonjung không thể tham gia vì bận lịch trình cá nhân). Tuy nhiên, họ đã được lùi lại đến tháng 12/2019 để có thêm thời gian chuẩn bị. Nhóm sẽ được đồng quản lý bởi Swing Entertainment và Off The Record Entertainment.
- Tháng 10/2019, thêm 2 thành viên rút khỏi dự án tái hợp là Kyul-kyung do vướng lịch trình ở Trung Quốc và Yoo Jung do vấn đề về sức khỏe, nâng tổng số thành viên không thể comeback tái hợp là 4 thành viên.
- Do sự việc lùm xùm gian lận phiếu bầu cả bốn mùa Produce 101, nhóm đã hoãn tái hợp vô thời hạn. Đến tháng 4 năm 2021, có thông báo về việc nhân dịp kỷ niệm 5 năm debut, nhóm sẽ tổ chức concert online vào đầu tháng 5 năm 2021
- Ngày 04/05/2021, I.O.I tổ chức concert online kỉ niệm 5 năm ra mắt. Trong lần tái hợp này, chỉ có 9/11 thành viên có thể tham gia, còn Kyulkyung và Mina vắng mặt. Thành viên Kyulkyung hiện đang ở Trung Quốc không thể về vì tình hình dịch Covid-19, còn Mina thì kẹt lịch trình, bận quay phim. Nhưng Kyulkyung đang ở Trung Quốc đã bất ngờ xuất hiện cùng các chị em thông qua video call.

## Thành viên
| Nghệ danh     | Nghệ danh | Tên khai sinh    | Tên khai sinh    | Tên khai sinh | Tên khai sinh    | Vai trò                                        | Ngày sinh         | Nơi sinh                                                      | Quốc tịch  |
| Latinh        | Hangul    | Latinh           | Hangul           | Hanja         | Hán-Việt         | Vai trò                                        | Ngày sinh         | Nơi sinh                                                      | Quốc tịch  |
| Im Nayoung    | 임나영    | Im Na-young      | 임나영           | 林娜榮        | Lâm Na Vinh      | Main Rapper, Lead Dancer, Sub Vocalist         | 18 tháng 12, 1995 | Gwanak-gu, Seoul, Hàn Quốc                                    | Hàn Quốc   |
| Kim Chungha   | 김청하    | Kim Chan-mi      | 김찬미           | 金澯美        | Kim Xán Mỹ       | Main Dancer, Lead Vocalist, Sub Rapper         | 9 tháng 2, 1996   | Seoul, Hàn Quốc                                               | Hàn Quốc   |
| Kim Sejeong   | 김세정    | Kim Se-jeong     | 김세정           | 金世正        | Kim Thế Chính    | Main Vocalist                                  | 28 tháng 8, 1996  | Mangyeong-ri, Mangyeong-eup, Gimje-si, Jeollabuk-do, Hàn Quốc | Hàn Quốc   |
| Jung Chaeyeon | 정채연    | Jung Chae-yeon   | 정채연           | 鄭彩娟        | Trịnh Thái Quyên | Sub Vocalist                                   | 1 tháng 12, 1997  | Jorye-dong, Suncheon-si, Jeollanam-do, Hàn Quốc               | Hàn Quốc   |
| Joo Kyulkyung | 주결경    | Zhōu Jiéqióng    | 저우제충         | 周洁琼        | Châu Khiết Quỳnh | Lead Dancer, Sub Vocalist                      | 28 tháng 8, 1996  | Thai Châu, Chiết Giang, Trung Quốc                            | Trung Quốc |
| Kim Sohye     | 김소혜    | Kim So-hye       | 김소혜           | 金素慧        | Kim Tố Huệ       | Sub Vocalist, Sub Rapper                       | 1 tháng 12, 1997  | Irwon-dong, Gangnam-gu, Seoul, Hàn Quốc                       | Hàn Quốc   |
| Yoo Yeonjung  | 유연정    | Yoo Yeon-jung    | 유연정           | 兪璉靜        | Du Liễn Tĩnh     | Main Vocalist                                  | 3 tháng 8, 1999   | Haan-dong, Gwangmyeong-si, Gyeonggi-do, Hàn Quốc              | Hàn Quốc   |
| Choi Yoojung  | 최유정    | Choi Yoo-jung    | 최유정           | 崔有情        | Thôi Hựu Tình    | Lead Vocalist, Lead Rapper, Lead Dancer        | 12 tháng 11, 1999 | Inchang-dong, Guri-si, Gyeonggi, Hàn Quốc                     | Hàn Quốc   |
| Kang Mina     | 강미나    | Kang Mi-na       | 강미나           | 康美那        | Khuơng Mỹ Na     | Lead Dancer, Sub Vocalist, Sub Rapper          | 4 tháng 12, 1999  | Icheon, Gyeonggi, Hàn Quốc                                    | Hàn Quốc   |
| Kim Doyeon    | 김도연    | Kim Doyeon       | 김도연           | 金度延        | Kim Độ Duyên     | Sub Vocalist                                   | 9 tháng 12, 1999  | Bupyeong-gu, Incheonm, Hàn Quốc                               | Hàn Quốc   |
| Jeon Somi     | 전소미    | Jeon So-mi       | 전소미           | 全昭弥        | Toàn Chiêu My    | Lead Vocalist, Lead Dancer, Sub Rapper, Center | 9 tháng 3, 2001   | Windsor, Ontario, Canada                                      | Hàn Quốc   |
| Jeon Somi     | 전소미    | Ennik Somi Douma | 에닉 소미 다우마 | 全昭弥        | Toàn Chiêu My    | Lead Vocalist, Lead Dancer, Sub Rapper, Center | 9 tháng 3, 2001   | Windsor, Ontario, Canada                                      | Hà Lan     |
| Jeon Somi     | 전소미    | Ennik Somi Douma | 에닉 소미 다우마 | 全昭弥        | Toàn Chiêu My    | Lead Vocalist, Lead Dancer, Sub Rapper, Center | 9 tháng 3, 2001   | Windsor, Ontario, Canada                                      | Canada     |

- 1Nayoung được các thành viên bầu làm trưởng nhóm của I.O.I.
- 2Tên khai sinh của Chungha là Kim Chan-mi (김찬미). Chungha từng sống ở Dallas, Texas, Mỹ trong khoảng từ 7 đến 8 năm và sử dụng tên tiếng Anh là Annie Kim. Trước khi tham gia chương trình PRODUCE 101, cô đã đổi tên thành Kim Chung-ha.
- 3Trước khi tham gia chương trình PRODUCE 101, Chaeyeon đã ra mắt với nhóm nhạc nữ DIA của công ty MBK Entertainment vào năm 2015.
- 4Tên tiếng Hàn của Jieqiong là Joo Kyul-kyung (주결경). Vì yêu thích màu hồng nên cô còn có biệt danh là Pinky.
- 5Somi có bố là người Canada - Hà Lan và mẹ là người Hàn Quốc. Cô sinh tại Canada, nhưng chuyển qua Hàn Quốc sống lúc 6 tháng tuổi. Trước khi tham gia chương trình PRODUCE 101, Somi đã tham gia chương trình thực tế sống còn SIXTEEN tuyển chọn thành viên cho nhóm nhạc nữ mới của công ty JYP Entertainment (TWICE) trên kênh truyền hình Mnet vào năm 2015. Cô đảm nhận vị trí trung tâm của I.O.I do hạng nhất trong đêm chung kết của PRODUCE 101. Sau này cô còn tham gia Sister Slam Dunk và ra mắt với nhóm nhạc tạm thời UNNIES và Idol Drama Opration Team và ra mắt với nhóm nhạc dự án Girls Next Doors
- 6Sohye là thực tập sinh tại công ty đào tạo diễn viên là Redline Entertainment. Vào ngày 21 tháng 6 năm 2016, cô đã chuyển sang một công ty được thành lập riêng cho cô, vì cô đặc biệt yêu thích cá mập (Shark) và chim cách cụt (Penguins) nên tên công ty được đặt là S&P Entertainment.
- 7Nayoung, Chungha, Jieqiong, Sohye, Yoojung, Doyeon, và Somi là thành viên của nhóm nhỏ của I.O.I.
- 8Sejeong và Mina ra mắt với nhóm nhạc nữ mới của công ty Jellyfish Entertainment, gu9udan, vào tháng 6 năm 2016.
- 9Yeonjung là thành viên chính thức thứ 13 và gia nhập màn trở lại của nhóm nhạc nữ Cosmic Girls của công ty Starship Entertainment vào tháng 8 năm 2016.
- 10Nayoung và Jieqiong là thành viên của nhóm nhạc nữ sắp ra mắt của công ty Pledis Entertainment, Pristin (trước  đây là Pledis Girlz). Nhóm đã phát hành đĩa đơn pre-debut WE vào tháng 6 năm 2016 và sẽ chính thức ra mắt vào đầu năm 2017.
- 11Khi hoạt động cùng I.O.I, Jieqiong dùng tên tiếng Trung của mình, có thể gọi tắt là Zhou. Về sau, khi ra mắt cùng Pristin cô đã đổi sang sử dụng tên tiếng Hàn của mình là Kyulkyung.
- 12Chungha đã chính thức được ra mắt solo vào ngày 6.6.2017, MV debut của cô mang tên "Why Don't You Know?"
- 13Yoojung và Doyeon đã chính thức được ra mắt cùng với Weki Meki vào ngày 8.8.2017, MV debut của nhóm mang tên "I don't like your Girlfriend".

- 14Tháng 5/2019, Pledis thông báo Pristin tan rã sau 2 năm hoạt động. Nayoung là 1 trong 7 cô gái rời công ty chủ quản, Kyulkyung ở lại công ty và đẩy mạnh hoạt động tại Trung Quốc. Tuy nhiên vào ngày 26 tháng 3 năm 2020, cô đã chính thức rời khỏi công ty này (công ty đã được Bighit mua lại cách đây không lâu sau đó)

## Danh sách đĩa nhạc
Mini-album
- Chrysalis (2016)
- Miss Me? (2016)

## Concerts — Showcases/Fan-meetings

### Concerts
- tvN's Taxi guerilla concert ở Seoul, Hàn Quốc (Tháng 5, 2016)
- Time Slip – I.O.I ở Seoul, Hàn Quốc (Tháng 1, 2017)

#### Concert ở nước ngoài đã tham gia
- KCON France ở Paris, Pháp (Tháng 6, 2016) (*Trừ Somi)
- KCON LA ở Los Angeles, Mỹ (Tháng 7, 2016)

### Showcases/Fan-meetings

#### Hàn Quốc
- 1st mini album Chrysalis debut showcase ở Seoul (Tháng 5, 2016)
- Petitzel Summer Dessert Picnic Fan-meeting ở Seoul (Tháng 8, 2016)
- 왕뚜껑 (Wangttukkeong) Fan-meeting ở Seoul (Tháng 9, 2016)
- 2nd mini album Miss me? comeback showcase ở Seoul (Tháng 10, 2016)
- Liiv Day Fan-meeting ở Seoul (Tháng 10, 2016) (*Nhóm nhỏ)
- BOF Hallyu Star Fan-meeting ở Busan (Tháng 10, 2016) (*Nhóm nhỏ)
- Petitbook Edition 2 I.O.I Unit Fan-meeting ở Seoul (Tháng 11, 2016) (*Nhóm nhỏ)
- Time Slip - I.O.I tại sân vận động Jangchung Gym ở Seoul (Tháng 1, 2017)

## Truyền hình

### Chương trìnhtruyền hình thực tế
| Năm         | Tên                                             | Kênh truyền hình                                           | Thành viên                                               | Ghi chú                                                                                    |
| ----------- | ----------------------------------------------- | ---------------------------------------------------------- | -------------------------------------------------------- | ------------------------------------------------------------------------------------------ |
| 2012 – 2013 | KPOP STAR 2                                     | SBS                                                        | Sejeong                                                  | Bị loại vòng thử giọng                                                                     |
| 2016        | SIXTEEN                                         | Mnet                                                       | Somi                                                     | Bị loại vòng chung kết                                                                     |
| 2016        | PRODUCE 101                                     | Mnet                                                       | Cả nhóm                                                  | Lọt vào top 11 và trở thành thành viên của I.O.I Show gồm 11 tập chính và 1 tập hậu trường |
| 2016        | Stand-by I.O.I                                  | Mnet                                                       | Cả nhóm                                                  | Show truyền hình thực tế đầu tiên của I.O.I, gồm 2 tập                                     |
| 2016        | 아이오아이의 괴담시티 (I.O.I's Mysterious City) | SBS's Mobidic (모비딕), Naver tvcast, Daum tvPot, Pikicast | Nayoung, Chungha, Jieqiong, Sohye, Yoojung, Doyeon, Somi | Show truyền hình thực tế đầu tiên của nhóm nhỏ của I.O.I, gồm 11 tập                       |
| 2016        | 랜선친구 아이오아이 (LAN Cable Friends I.O.I)   | Mnet                                                       | Nayoung, Chungha, Jieqiong, Sohye, Yoojung, Doyeon, Somi | Show truyền hình thực tế của nhóm nhỏ của I.O.I, gồm 5 tập                                 |

### Chương trình truyền hình
| Năm  | Tên                                                                   | Kênh truyền hình      | Thành viên                                                                        | Ghi chú |
| ---- | --------------------------------------------------------------------- | --------------------- | --------------------------------------------------------------------------------- | --- |
| 2016 | Talents For Sale (어서옵SHOW)                                         | KBS2, V LIVE          | Sejeong                                                                           | MC phụ, podcast trên V LIVE từ ngày 24/4 và phát sóng trên kênh KBS2 từ tập 1 ngày 6/5 |
| 2016 | Talents For Sale (어서옵SHOW)                                         | KBS2, V LIVE          | Tất cả                                                                            | Khách mời đặc biệt, biểu diễn bài "PICK ME", ngày 24/4 trên V LIVE, phát sóng tập 1 ngày 6/5 và tập 2 ngày 13/5 trên kênh KBS2                                                                |
| 2016 | Talents For Sale (어서옵SHOW)                                         | KBS2, V LIVE          | Somi                                                                              | Khách mời ngày 11/5 trên V LIVE, phát sóng tập 3 ngày 20/5 và tập 4 ngày 27/5 trên kênh KBS2                                                                                                  |
| 2016 | Talents For Sale (어서옵SHOW)                                         | KBS2, V LIVE          | Chungha                                                                           | Khách mời ngày 25/5 trên V LIVE, phát sóng tập 6 ngày 10/6 trên kênh KBS2 |
| 2016 | Talents For Sale (어서옵SHOW)                                         | KBS2, V LIVE          | Chaeyeon                                                                          | Khách mời cùng với bố mẹ ngày 8/6 trên V LIVE, phát sóng tập 8 ngày 24/6 trên kênh KBS2 |
| 2016 | Talents For Sale (어서옵SHOW)                                         | KBS2, V LIVE          | Sohye                                                                             | Khách mời ngày 22/6 trên V LIVE, phát sóng tập 10 ngày 8/7 trên kênh KBS2 |
| 2016 | Two Yoo Project — Sugarman                                            | JTBC                  | Tất cả                                                                            | Khách mời tập 28 ngày 26/4 cùng với Jessi và Hanhae (한해), biểu diễn bài "엉덩이" (Hip Song) của "바나나걸" (Banana Girl) và giành chiến thắng                                               |
| 2016 | 아는 형님 (Knowing Bros)                                              | JTBC                  | Tất cả                                                                            | Host chính tập 23 ngày 7/5 |
| 2016 | Battle Trip                                                           | KBS2                  | Tất cả                                                                            | Khách mời tập 4 ngày 7/5 |
| 2016 | SNL Korea Season 7                                                    | tvN                   | Tất cả                                                                            | Host chính tập 150 ngày 7/5 |
| 2016 | Comedy Big League                                                     | tvN                   | Chungha, Sejeong, Somi                                                            | Khách mời tập 168 ngày 8/5 |
| 2016 | 생방송 아침이 좋다 (Good Morning)                                     | KBS2                  | Tất cả                                                                            | Khách mời tập 14 ngày 12/5, biểu diễn bài "Dream Girls" |
| 2016 | 언니들의 슬램덩크 (Sisters' Slam Dunk)                                | KBS2                  | Tất cả                                                                            | Khách mời tập 6 ngày 13/5 |
| 2016 | 님과 함께 시즌2 — 최고의 사랑 (With You Season 2 — The Greatest Love) | JTBC                  | Tất cả                                                                            | Khách mời tập 55 ngày 17/5 và tập 56 ngày 24/5 |
| 2016 | Music Video Bank Stardust Season 2                                    | KBS2                  | Tất cả                                                                            | Khách mời tập 45 ngày 18/5, corner "M/V Chart 7" và "Hot Debut" |
| 2016 | Vitamin                                                               | KBS2                  | Nayoung, Chungha, Sohye, Yoojung                                                  | Khách mời tập 629 ngày 19/5 |
| 2016 | 안녕 우리말 (Hello, Our Native Language)                              | KBS1                  | Nayoung, Chungha, Sejeong, Somi                                                   | Khách mời tập 9 ngày 23/5 và tập 13 ngày 20/6 |
| 2016 | Taxi                                                                  | tvN                   | Tất cả                                                                            | Khách mời 2 tập đặc biệt 429 ngày 24/5 và 430 ngày 31/5, tổ chức guerilla concert tại sân khấu nổi Floating Stage ở Yeouido, Seoul, Hàn Quốc                                                  |
| 2016 | Happy Together 3                                                      | KBS2                  | Somi                                                                              | Khách mời tập 451 ngày 2/6 cùng với bố Matthew Douma, 이동준 (Lee Dong-jun), 이일민 (Lee Il-min), và Akdong Musician Nhảy với em gái Evelyn Douma bài "PICK ME" và thắng set thịt bò Hàn Quốc |
| 2016 | Hello Counselor                                                       | KBS2                  | Jieqiong, Yoojung                                                                 | Khách mời tập 278 ngày 6/6 |
| 2016 | Immortal Song 2                                                       | KBS2                  | Tất cả                                                                            | Khách mời tập 255 [홍서범 (Hong Seo-beom) Special] ngày 11/6, biểu diễn bài "불놀이야" (It Is Fire Play) của OXEN'80 (옥슨80)                                                                 |
| 2016 | 동상이몽, 괜찮아 괜찮아 (Same Bed, Different Dreams)                  | SBS                   | Chaeyeon                                                                          | Khách mời tập 57 ngày 13/6, tập 58 ngày 20/6, và tập 59 ngày 27/6 |
| 2016 | Happy Together 3                                                      | KBS2                  | Nayoung, Chaeyeon, Yoojung                                                        | Khách mời tập 453 ngày 16/6 cùng với Bada, Park Jung-ah, và JeA (Brown Eyed Girls) |
| 2016 | SNL Korea Season 7                                                    | tvN                   | Chaeyeon                                                                          | Khách mời ngày 18/6 |
| 2016 | 천하장사 (Serial Family Shopping)                                     | JTBC                  | Sejeong, Mina                                                                     | Khách mời tập 3 ngày 19/6 và tập 4 ngày 26/6 |
| 2016 | Battle Trip                                                           | KBS2                  | Jieqiong, Somi                                                                    | Khách mời tập 11 ngày 25/6 và tập 12 ngày 2/7, du lịch Thượng Hải, Trung Quốc |
| 2016 | Two Yoo Project — Sugarman                                            | JTBC                  | Chaeyeon                                                                          | Khách mời tập 37 ngày 28/6 |
| 2016 | 개밥 주는 남자 (Man Who Feeds The Dogs)                               | Channel A (채널A)     | Nayoung, Chungha, Jieqiong, Sohye, Yoojung, Doyeon, Somi                          | Khách mời từ tập 30 ngày 8/7 đến tập 38 ngày 2/9 |
| 2016 | After School Club                                                     | Arirang TV            | Nayoung, Chungha, Jieqiong, Sohye, Yoojung, Doyeon, Somi                          | Khách mời tập 224 ngày 9/8 |
| 2016 | Hit The Stage                                                         | Mnet                  | Chungha                                                                           | Tập 3 ngày 10/8, tập 4 ngày 17/8, và tập 10 ngày 28/9 |
| 2016 | Hit The Stage                                                         | Mnet                  | Nayoung, Jieqiong, Sohye, Yoojung, Doyeon, Somi                                   | Khách mời tập 10 ngày 28/9 |
| 2016 | 잘 먹겠습니다 (We Will Eat Well)                                      | JTBC                  | Sohye, Somi                                                                       | Khách mời tập 4 ngày 13/8 và tập 5 ngày 20/8 |
| 2016 | Music Video Bank Stardust Season 2                                    | KBS2                  | Nayoung, Chungha, Jieqiong, Sohye, Yoojung, Doyeon, Somi                          | Khách mời tập ngày 24/8, corner "MV Chart 7" |
| 2016 | Yu Hee-yeol's Sketchbook                                              | KBS2                  | Nayoung, Chungha, Jieqiong, Sohye, Yoojung, Doyeon, Somi                          | Khách mời tập 333 (Girl Group Day) ngày 2/9, biểu diễn bài "Pick Me" và "Whatta Man (Good Man)"                                                                                               |
| 2016 | MEET&GREET                                                            | Mnet                  | Nayoung, Chungha, Jieqiong, Sohye, Yoojung, Doyeon, Somi                          | Khách mời ngày 5/9, single album Whatta Man Lưu trữ ngày 24 tháng 9 năm 2016 tại Wayback Machine                                                                                              |
| 2016 | Weekly Idol                                                           | MBC every1            | Nayoung, Chungha, Jieqiong, Sohye, Yoojung, Doyeon, Somi                          | Khách mời tập 266 ngày 7/9 |
| 2016 | I Can See Your Voice 3                                                | Mnet                  | Nayoung, Chungha, Jieqiong, Sohye, Yoojung, Doyeon, Somi                          | Khách mời ngày 8/9 |
| 2016 | The Golden Bell Challenge                                             | KBS1                  | Nayoung, Chungha, Jieqiong, Sohye, Yoojung, Doyeon, Somi                          | Khách mời tập 835 ngày 11/9, biểu diễn bài "Whatta Man (Good Man)" |
| 2016 | 헬로 프렌즈 – 친구추가 (Hello Friends)                                | KBS2                  | Chungha, Sohye, Yoojung, Somi                                                     | Khách mời ngày 14/9 |
| 2016 | STAR SHOW 360                                                         | MBC every1, MBC Music | Sohye                                                                             | MC phụ từ tập 1 ngày 19/9 |
| 2016 | STAR SHOW 360                                                         | MBC every1, MBC Music | Nayoung, Chungha, Jieqiong, Sohye, Yoojung, Doyeon, Somi                          | Khách mời tập 3 ngày 3/10 |
| 2016 | 십시일반 (Sipsi Ilban)                                                | KBS1, AfreecaTV, my K | Sohye                                                                             | Khách mời, podcast trên AfreecaTV và my K ngày 25/9, phát sóng trên kênh KBS1 tập 1 ngày 8/10                                                                                                 |
| 2016 | The Show (6th season)                                                 | SBS MTV               | Somi                                                                              | MC chính cùng với Wooshin (UP10TION) từ ngày 11/10 đến 25/4/2017 |
| 2016 | 배움은 놀이다 (Learning Is Playing)                                   | KBS1                  | Chungha, Sejeong, Mina, Somi                                                      | Khách mời ngày 22/10, 리얼체험 미래교실 |
| 2016 | Music Video Bank Stardust Season 2                                    | KBS2                  | Tất cả                                                                            | Khách mời tập 45 ngày 26/10, corner "M/V Story" |
| 2016 | MEET&GREET                                                            | Mnet                  | Nayoung, Chungha, Sejeong, Jieqiong, Sohye, Yeonjung, Yoojung, Mina, Doyeon, Somi | Khách mời ngày 31/10, 2nd mini album miss me? Lưu trữ ngày 18 tháng 11 năm 2016 tại Wayback Machine                                                                                           |
| 2016 | 양남자쇼 (YANG and NAM SHOW)                                          | Mnet                  | Nayoung, Chungha, Jieqiong, Sohye, Yoojung, Doyeon, Somi                          | Khách mời tập 1 ngày 17/11 |
| 2016 | Immortal Song 2                                                       | KBS2                  | Tất cả                                                                            | Khách mời tập 278 ngày 19/11 |
| 2016 | Hello Counselor                                                       | KBS2                  | Somi                                                                              | Khách mời tập đặc biệt 302 ngày 21/11 |
| 2016 | Phantom Singer                                                        | JTBC                  | Chungha, Chaeyeon                                                                 | Tham luận viên khách mời tập 3 ngày 25/11 |
| 2016 | 잘 먹겠습니다 (We Will Eat Well)                                      | JTBC                  | Sohye, Somi                                                                       | Khách mời tập 14 ngày 26/11 và tập 15 ngày 3/12 |
| 2016 | Non-Summit                                                            | JTBC                  | Jieqiong, Somi                                                                    | Khách mời tập 126 ngày 28/11 |
| 2016 | 아는 형님 (Knowing Bros)                                              | JTBC                  | Tất cả                                                                            | Host chính tập 53 ngày 3/12 |
| 2016 | 국민공감콘서트 대한국인                                               | EBS1                  | Sohye                                                                             | Khách mời ngày 13/12 và 14/12 |
| 2016 | Golden Tambourine                                                     | Mnet                  | Yoojung                                                                           | MC chính từ tập 1 ngày 15/12 |
| 2016 | Golden Tambourine                                                     | Mnet                  | Somi                                                                              | Khách mời tập 1 ngày 15/12 |
| 2016 | Gameshow 유희낙락                                                     | SBS                   | Sohye                                                                             | Thành viên chính từ tập 1 ngày 20/12 |
| 2016 | Amigo TV                                                              | JTBC2                 | Tất cả                                                                            | Ngày 21/12 |
| 2016 | Idol Battle Likes                                                     | KBS World             | Somi                                                                              | MC cùng với Eunwoo (Astro) tập 3 ngày 30/12 |
| 2016 | Running Man                                                           | SBS                   | Sejeong                                                                           | Tập 313 cùng với Mijoo (Lovelyz), Noh Sa Yeon, Ahn Mun Seok, Ha Jae Seok |
| 2017 | 기적의 달리기 (A Running Miracle)                                     | EBS                   | Chungha                                                                           | MC chính từ tập 1 ngày 22/1 |
| 2017 | Inkigayo                                                              | SBS                   | Mina                                                                              | MC đặc biệt ngày 27/8/2017 |
| 2018 | Inkigayo                                                              | SBS                   | Chaeyeon                                                                          | MC chính cùng với Mingyu (Seventeen) và Songkang |
| 2018 | Produce 48                                                            | Mnet                  | Somi                                                                              | MC đặc biệt tập 1 cùng Kang Daniel (Wanna One) |
| 2018 | Produce 48                                                            | Mnet                  | Nayoung, Sejeong, Yeonjung, Yoojung, Doyeon, Somi                                 | Khách mời tập 12 (Chung kết) cùng Wanna One (Chỉ có 6 thành viên do những thành viên còn lại có việc bận)                                                                                     |
| 2018 | Produce 48                                                            | Mnet                  | Somi                                                                              | Khách mời tập 2 trong vai Center quốc dân với Center quốc dân Kang Daniel (Wanna One) |
| 2018 | Show! Music Core                                                      | MBC                   | Mina                                                                              | MC cố định từ 24/2/2018 đến 18/1/2020 |
| 2019 | Show! Music Core                                                      | MBC                   | Sejeong                                                                           | MC đặc biệt ngày 9/11 |

### Phim ảnh
| Năm  | Thành viên       | Phim                                | Kênh truyền hình         | Vai diễn             | Ghi chú                                          |
| ---- | ---------------- | ----------------------------------- | ------------------------ | -------------------- | ------------------------------------------------ |
| 2014 | Somi             | 국제시장 (Ode To My Father)         | —                        | Cameo                | Phim điện ảnh                                    |
| 2015 | Chaeyeon         | 달콤한 유혹 (Sweet Temptation)      | SBS MTV, Naver tvcast    | Cameo                | Web Drama                                        |
| 2015 | Yoojung, Doyeon  | To Be Continued                     | MBC every1, Naver tvcast | Cameo                | Web Drama                                        |
| 2016 | Sejeong          | The Sound Of Your Heart             | KBS2, Naver tvcast       | Cameo                | Web Drama                                        |
| 2016 | Nayoung, Chungha | Entourage                           | tvN                      | Cameo                | Phim truyền hình                                 |
| 2016 | Chaeyeon         | Drinking Solo (Uống rượu một mình)  | tvN                      | Jung Chaeyeon        |                                                  |
| 2016 | Chaeyeon         | Happy Ending                        | —                        | Jung Chaeyeon        | DIA's Music Drama (DIA 1st concert)              |
| 2017 | Chaeyeon         | Reunited Worlds (Thế giới hợp nhất) | SBS                      | Jung Jungwon lúc trẻ | Phim truyền hình                                 |
| 2017 | Sejeong          | School 2017 (Học đường 2017)        | KBS2                     | Ra Eunho             | Phim truyền hình                                 |
| 2018 | Chaeyeon         | LALA: Hãy Để Em Yêu Anh             | —                        | Yeonhee              | Phim điện ảnh, hợp tác giữa Việt Nam và Hàn Quốc |

## Quảng cáo — Đại sứ — Lồng tiếng
| Năm  | Thể loại | Thành viên                | Ghi chú                                |
| ---- | --- | ------------------------- | -------------------------------------- |
| 2016 | Rượu vị đào 이슬톡톡 (Iseul Tok Tok) của HITEJINRO (하이트진로)                                                                          | Nayoung, Chungha, Sejeong | Quảng cáo                              |
| 2016 | Nước khoáng có ga 하늘보리 (Haneul Bori) Ice Sparkling                                                                                   | Tất cả                    | Quảng cáo                              |
| 2016 | Bộ dụng cụ trang điểm PLAY 101 (플레이 101) của Etude House                                                                              | Tất cả                    | Quảng cáo                              |
| 2016 | Nước hoa Colorful Scent eau de perfume (컬러풀센트오드퍼퓸) của Etude House                                                              | Tất cả                    | Quảng cáo                              |
| 2016 | Game di động StoneAge (스톤에이지) và 백발백중 (100 Shots 100 Hits) for Kakao của netmarble games (넷마블게임즈)                         | Tất cả                    | Đại sứ Lồng tiếng Avatar Collaboration |
| 2016 | Chiến dịch 연결의 토닥토닥 (Yeongyeol's Todak Todak) của SK telecom (SK텔레콤)                                                           | Tất cả                    | Đại sứ                                 |
| 2016 | Trang phục của pancoat (팬콧) | Tất cả                    | Đại sứ                                 |
| 2016 | Tráng miệng của Petitzel (쁘띠첼) | Tất cả                    | Đại sứ                                 |
| 2016 | Kem 솜사탕 블라스트 (Cotton Candy Blast) của Baskin Robbins Korea X Trang bán hàng trực tuyến Gmarket (G마켓)                            | Yoojung                   | Quảng cáo                              |
| 2016 | Dịch vụ webtoon COMICA (코미카) | Yoojung                   | Quảng cáo                              |
| 2016 | Son môi Dear My Blooming Lips-talk Chiffon (디어 마이 블루밍 립스-톡 쉬폰) của Etude House X Mắt kính optical W HIBARI (옵티컬 W 히바리) | Somi                      | Quảng cáo                              |
| 2016 | Điện thoại di động LG X5 X Viễn thông SK telecom (SK텔레콤)                                                                              | Somi                      | Quảng cáo                              |
| 2016 | Bộ sản phẩm trang điểm Pink Skull (핑크스컬) của Etude House                                                                             | Somi                      | Quảng cáo                              |
| 2016 | Túi xách của lapalette (라빠레뜨) | Somi                      | Quảng cáo                              |
| 2016 | Cá hồi đóng hộp CJ Alaska Salmon (CJ알래스카연어) + Chiến dịch 연어가 맛있다 (Salmon Is Delicious) + Thịt heo đóng hộp SPAM Korea        | Somi                      | Đại sứ                                 |
| 2016 | Ngân hàng di động Liiv (리브) của KB Kookmin Bank (KB국민은행)                                                                           | Tất cả                    | Đại sứ                                 |
| 2016 | Mì ly 왕뚜껑 (Wangttukkeong) của paldo (팔도)                                                                                            | Tất cả                    | Đại sứ                                 |
| 2016 | Trang bán đấu giá trực tuyến Auction (옥션)                                                                                              | Tất cả                    | Quảng cáo                              |
| 2016 | Đồng phục học sinh của elite (엘리트학생복)                                                                                              | Tất cả                    | Quảng cáo                              |
| 2016 | Hàng không AIR BUSAN | Tất cả                    | Quảng cáo                              |
| 2016 | Siêu thị điện máy Lotte Hi-mart (롯데하이마트)                                                                                           | Sejeong, Somi             | Quảng cáo                              |

## Người mẫu tạp chí
| Năm  | Tạp chí            | Thành viên             | Ghi chú |
| ---- | ------------------ | ---------------------- | --- |
| 2016 | 1st Look           | Tất cả                 | Tháng 4, vol. 108, buổi chụp hình của các thí sinh thuộc top 22 PRODUCE 101 được phát sóng trong tập 11 của chương trình               |
| 2016 | 1st Look           | Tất cả                 | Tháng 4, vol. 109, Etude House's PLAY 101 Pencil (플레이 101 펜슬) + PLAY 101 Stick (플레이 101 스틱)'s lookbook                       |
| 2016 | W Korea            | Sejeong, Mina          | Tháng 4, no. 134, chụp cùng với thí sinh chương trình PRODUCE 101 Kim Na-young đến từ công ty Jellyfish Entertainment                  |
| 2016 | Marie Claire Korea | Tất cả                 | Tháng 5 |
| 2016 | @star1             | Tất cả                 | Tháng 5, vol. 50, FILA (휠라)'s lookbook                                                                                               |
| 2016 | Stella Korea       | Tất cả                 | Tháng 5, Etude House's Dear My Blooming Lips-talk Chiffon (디어 마이 블루밍 립스-톡 쉬폰)'s lookbook                                   |
| 2016 | HIGH CUT           | Jieqiong, Doyeon, Somi | Tháng 7, vol. 178, ACUVUE Korea's lookbook                                                                                             |
| 2016 | HIGH CUT           | Yoojung                | Tháng 8, vol. 180 |
| 2016 | W Korea            | Doyeon                 | Tháng 10, no. 140, Etude House's Dear My Blooming Lips-talk Chiffon (디어 마이 블루밍 립스-톡 쉬폰) + PLAY 101 (플레이 101)'s lookbook |
| 2016 | @star1             | Nayoung, Yoojung, Somi | Tháng 11, vol. 56, EIDER (아이더)'s lookbook                                                                                           |
| 2016 | ALLETS STAR        | Tất cả                 | Ngày 28/11, chiến dịch Let's Share the Heart                                                                                           |
| 2016 | NYLON Korea        | Somi                   | Tháng 12, lapalette (라빠레뜨)'s lookbook                                                                                              |
| 2016 | HIGH CUT           | Somi                   | Tháng 12, vol. 187, Etude House's lookbook                                                                                             |
| 2017 | Vogue Korea        | Doyeon                 | Tháng 1, no. 246, MAC Korea's lookbook                                                                                                 |

## Giải thưởng và đề cử
Asia Artist Awards (AAA)
| Năm  | Hạng mục                 | Được đề cử | Kết quả |
| ---- | ------------------------ | ---------- | ------- |
| 2016 | Popularity Award (Ca sĩ) | I.O.I      | Đề cử   |

MelOn Music Awards (MMA)
| Năm  | Hạng mục                  | Được đề cử | Kết quả |
| ---- | ------------------------- | ---------- | ------- |
| 2016 | Top 10 nghệ sĩ của năm    | I.O.I      | Đề cử   |
| 2016 | Nghệ sĩ mới xuất sắc nhất | I.O.I      | Đề cử   |
| 2016 | Netizen Popularity Award  | I.O.I      | Đề cử   |
| 2016 | Kakao Hot Star Award      | I.O.I      | Đề cử   |

Mnet Asian Music Awards (MAMA)
| Năm  | Hạng mục                     | Được đề cử | Kết quả   |
| ---- | ---------------------------- | ---------- | --------- |
| 2016 | Nữ nghệ sĩ mới xuất sắc nhất | I.O.I      | Đoạt giải |
| 2016 | Nghệ sĩ của năm              | I.O.I      | Đề cử     |
| 2016 | Worldwide Favourite Artist   | I.O.I      | Đề cử     |

Giải thưởng khác
| Năm  | Giải thưởng                                   | Hạng mục                              | Được đề cử | Kết quả   |
| ---- | --------------------------------------------- | ------------------------------------- | ---------- | --------- |
| 2016 | Asia Model Awards                             | New Star Award (Ca sĩ)                | I.O.I      | Đoạt giải |
| 2016 | The 24th Korean Cultural Entertainment Awards | Ca sĩ K-pop                           | I.O.I      | Đoạt giải |
| 2016 | Best of Simply K-Pop                          | Best Rising Star Award (Nhóm nhạc nữ) | I.O.I      | Đoạt giải |
| 2017 | Seoul Music Awards                            | Nghệ sĩ mới xuất sắc nhất             | I.O.I      | Đoạt giải |

### Chiến thắng trên các chương trình âm nhạc
The Show
| Năm  | Ngày       | Bài hát                 | Điểm |
| ---- | ---------- | ----------------------- | ---- |
| 2016 | 16 tháng 8 | "Whatta Man (Good Man)" | 9012 |
| 2016 | 30 tháng 8 | "Whatta Man (Good Man)" | 7241 |

Show Champion
| Năm  | Ngày        | Bài hát                 |
| ---- | ----------- | ----------------------- |
| 2016 | 17 tháng 8  | "Whatta Man (Good Man)" |
| 2016 | 26 tháng 10 | "Very Very Very"        |

M! Countdown
| Năm  | Ngày        | Bài hát                 | Điểm |
| ---- | ----------- | ----------------------- | ---- |
| 2016 | 18 tháng 8  | "Whatta Man (Good Man)" | 8158 |
| 2016 | 27 tháng 10 | "Very Very Very"        | —    |

Music Bank
| Năm  | Ngày       | Bài hát                 | Điểm |
| ---- | ---------- | ----------------------- | ---- |
| 2016 | 19 tháng 8 | "Whatta Man (Good Man)" | 7128 |

Inkigayo
| Năm  | Ngày        | Bài hát          | Điểm |
| ---- | ----------- | ---------------- | ---- |
| 2016 | 30 tháng 10 | "Very Very Very" | 8893 |
| 2017 | 29 tháng 1  | "Downpour"       | 5558 |